# Orkestret
Orkestret er en dansk komedieserie, der havde premiere på DR1 og DR TV den 1. juli 2022.

## Medvirkende
| Skuespiller                        | Rolle     |
| ---------------------------------- | --------- |
| Frederik Cilius                    | Bo        |
| Rasmus Bruun                       | Jeppe     |
| Neel Rønholt                       | Regitze   |
| Emma Sehested Høeg                 | Elin      |
| Lise Baastrup                      | Gertrud   |
| Ina-Miriam Rosenbaum               | Vibeke    |
| Caspar Phillipson                  | Simon     |
| Esther Wanda Flagstad de Tusch-Lec | Alma      |
| David Bateson                      | Mablewood |

## Modtagelse
| Anmeldernes vurdering | Anmeldernes vurdering |
| Kilde                 | Vurdering             |
| --------------------- | --------------------- |
| Filmmagasinet Ekko    | [ 2 ]                 |
| Kristeligt Dagblad    | [ 3 ]                 |
| Dagbladet Politiken   | [ 4 ]                 |
| Soundvenue            | [ 5 ]                 |

Orkestret blev overvejende positivt modtaget af det danske anmelderkorps. Kristeligt Dagblad og Filmmagasinet Ekkos anmeldere uddelte begge fem ud af seks stjerner og betegnede henholdsvist serien som "en morsom skildring af gammel sexisme i en ny verden" og "en morsom hudfletning af #MeToo-bevægelsen". Dagbladet Politiken uddelte fem ud af seks hjerter, kaldte serien for en sylespids satire og skrev, at især Frederik Cilius og Rasmus Bruun leverede stærke skuespilpræstationer. Soundvenues anmelder kaldte serien for uskarp og gav den blot tre ud af seks stjerner. Ifølge anmelderen var Cilius' karakter seriens klare lyspunkt.